# David Cairns, V conte Cairns
David Charles Cairns, V conte Cairns (3 luglio 1909 – 21 marzo 1989) è stato un ammiraglio inglese.

## Biografia
Era il figlio di Wilfred Cairns, IV conte Cairns, e di sua moglie, Olive Cobbold.

## Carriera
Cairns entrò nella Royal Navy come sottotenente nel 1931. Ha servito nella Seconda guerra mondiale e successe al padre come il conte Cairns nel 1946, prima di diventare vice direttore del Dipartimento segnale all'Ammiragliato nel 1950. Ha continuato a essere ufficiale comandante dell'incrociatore HMS Superb nel 1956 e presidente del Royal Naval College (1958-1961).
In pensione Cairns era Maresciallo del Corpo Diplomatico nella Real Casa (1962-1971) e per molti anni è stato presidente del Consiglio di amministrazione della Gresham's School.

## Matrimonio
Sposò, il 16 aprile 1936, Barbara Jeanne Harrisson Burgess , figlia di Sydney Burgess. Ebbero tre figli:
- Simon Cairns, VI conte Cairns (27 maggio 1939)[2];
- Hugh Andrew David Cairns (27 agosto 1942)
- Lady Elisabeth Olive Cairns (12 luglio 1944-13 ottobre 1998)

## Morte
Morì il 21 marzo 1989, all'età di 79 anni.